# Jefe de Gabinete de la Presidencia de la República

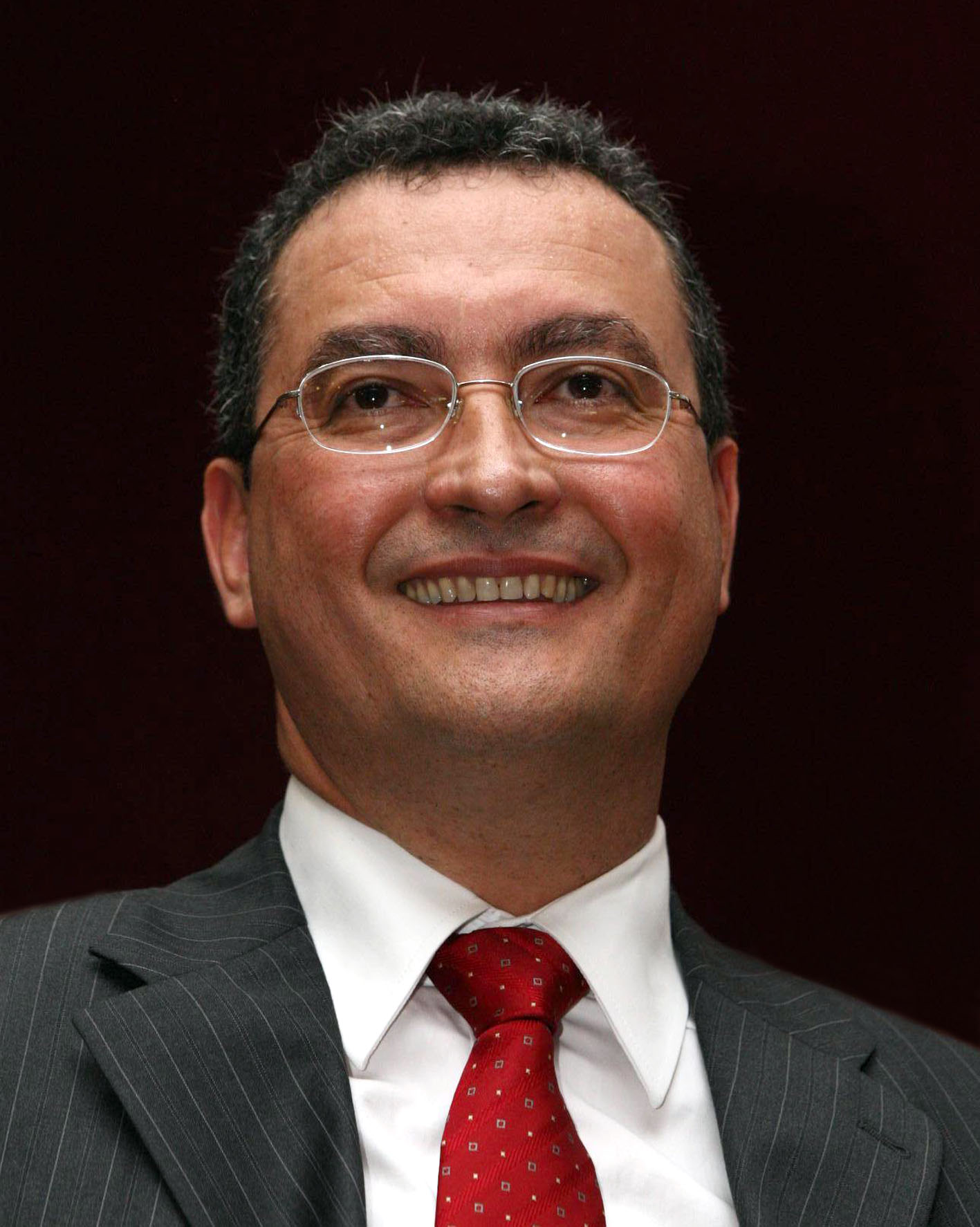
El gobernador Jaques Wagner participa en la ceremonia de toma de posesión de Rui Costa como nuevo secretario de la Casa Civil.

El jefe de Gabinete de la Presidencia de la República (en portugués, chefe da Casa Civil da Presidência da República) es el miembro de más alto en rango de la Oficina Ejecutiva de Brasil, y un importante asesor del presidente.
En Brasil, el jefe de Personal es un miembro del gabinete del presidente, con el rango de ministro.

## Responsabilidades
El jefe de Gabinete es responsable de asesorar al presidente, y la supervisión de todas las solicitudes de gabinete y los procedimientos burocráticos de participación de la Presidencia. También es responsables de las negociaciones con los gobernadores estatales y el Congreso. Por esta razón, el jefe de Gabinete presidencial se considera generalmente como la «segunda persona más poderosa en Brasil».